# ドリオス
ドリオス（古希: Δολίος, Dolios）は、ギリシア神話の人物である。イタケー島の王オデュッセウスに仕える庭師。シケリア島出身の女性との間にメランティオスとメラントーをもうけた。

## 神話
ドリオスはもともとスパルタのイーカリオスに仕える召使だったが、結婚する娘ペーネロペーのためにイーカリオスによって与えられ、ペーネロペーに従ってイタケー島に赴き、オデュッセウスの王宮に仕えた。イタケー島ではオデュッセウスの果樹園の管理を任された。ドリオスがペーネロペーの求婚者たちを誅殺したオデュッセウスのところに姿を見せたとき、すぐにオデュッセウスであることに気づいて呆然と立ち尽くしたが、オデュッセウスから声をかけられると、両手を広げて駆け寄り、喜びの感情を露わにした。求婚者たちの家族がオデュッセウスに反旗を翻したとき、ドリオスもまたオデュッセウスにメランティオスとメラントーを殺されたが、残った他の息子たちとともに武具をまとい、オデュッセウスに味方して戦った。